# Девос, Жерар
Жера́р Дево́с (фр. Gérard Devos; 28 февраля 1927, Лилль — 22 декабря 2018, Саран) — французский арфист, дирижёр и композитор.
Сын арфистки, сам окончил Парижскую консерваторию как арфист (1947, класс Марселя Турнье), изучал также гармонию у Ноэля Галлона и композицию у Тони Обена. В 1956 г. стал победителем Безансонского международного конкурса молодых дирижёров среди «непрофессионалов», то есть участников без высшего дирижёрского образования.
В 1970—1990 гг. возглавлял старейший парижский Оркестр Падлу, вместе с этим коллективом впервые исполнил «Песнь Вьетнаму» Анри Томази (1969) и Четвёртую симфонию Анри Соге (1971). С 1963 г. преподавал в классе арфы Парижской консерватории.